# Горук Василь Іванович
Горук Василь Іванович (Едвард, Карпо, Савич, Скиба, Сковорода, ав/3; 1920, Балинці, Снятинський район, Івано-Франківська область — 6 січня 1948, Ясенів-Пільний, Городенківський район, Івано-Франківська область) — лицар Срібного хреста заслуги УПА.

## Життєпис
Освіта — середня: закінчив Коломийську гімназію. Член Юнацтва ОУН. Вишкільник Юнацтва Коломийського окружного проводу ОУН (1943), референт Юнацтва (1944), організаційний референт (1944), а відтак керівник (10.1944-08.1945) Косівського повітового проводу ОУН, керівник Городенківського надрайонного проводу ОУН (08.1945-01.1948).
Загинув у бою з військово-чекістською групою МДБ. Відзначений Срібним хрестом заслуги (23.08.1948).